# Southampton Port
Southampton Port (Southampton Ferry Port, Southampton Cruise Port) är en hamn i Storbritannien.   Den ligger i enhetskommunen City of Southampton och riksdelen England, i den södra delen av landet, 110 km sydväst om huvudstaden London.